# Dré Saris
Andries Johannes (Dré, André) Saris (Den Bosch, 19 juni 1920 ― aldaar, 14 juni 2005) was een Nederlands voetballer. Hij verdedigde twintig jaar lang het doel van BVV. Hij kwam eenmaal uit voor het Nederlands elftal. Dat was op 16 juni 1949 in de uitwedstrijd tegen Finland die Nederland met 1-4 won.
De keepersloopbaan van Dré Saris valt samen met de glorieperiode van BVV. Als 18-jarige invaller maakte hij in oktober 1938 zijn debuut in de hoofdmacht. Na de oorlogsjaren brak de gouden periode aan voor BVV. In 1947, 1948 en 1949 werd de Bossche club driemaal op rij kampioen. In 1948 behaalden de Brabanders tevens het landskampioenschap met een punt voorsprong op VV Heerenveen met sterspeler Abe Lenstra.
BVV speelde toen nog zijn thuisduels op sportterrein Heidelust in Vught. In september 1951 werd het nieuwe Sportpark De Vliert in Den Bosch in gebruik genomen.
Dré Saris maakte op het einde van zijn carrière de overgang naar het profvoetbal mee. In zijn laatste jaar Eredivisie 1957/58 degradeerde BVV en was de glorietijd definitief voorbij.
Vlak voor zijn voetbalpensioen kende Dré Saris nog een primeur. Hij was de eerste doelman die een doelpunt scoorde in de Eredivisie. Het gebeurde op 30 maart 1958 in de met 2-3 verloren thuiswedstrijd tegen MVV toen hij een penalty benutte.
Dré Saris nam vaker de strafschoppen voor zijn team. Het hoogtepunt was het seizoen 1943/44 toen hij vijf doelpunten scoorde uit penalty's.